# American Sound Studio
American Sound Studios var en skivstudio belägen i Memphis, Tennessee. 

## Historia
American Sound Studios, ofta kallad American Studios, producerade över 100 hitlåtar under dess aktiva år mellan 1967 och 1972. Lincoln Wayne Moman, mest känd under sitt smeknamn "Chips" Moman, var den mest framstående producenten. Bland annat Elvis Presley, Aretha Franklin, Neil Diamond, Dusty Springfield, B. J. Thomas, Joe Tex, Roy Hamilton och The Box Tops spelade in musik på American Studios

## Elvis Presley
Chips Moman producerade bland annat Elvis Presleys album "From Elvis in Memphis", som av vissa räknas som Presleys allra bästa album. Från denna session kom även fyra hitlåtar; "In the Ghetto", "Suspicious Minds","Kentucky Rain" och "Don't Cry Daddy".